# 南阳陈氏祠堂
南阳陈氏祠堂，位于中国福建省福州市长乐区江田镇友爱村，为一个省级文物保护单位，类型为古建筑，为第五批福建省文物保护单位，公布时间为2001年1月20日。
南阳陈氏祠堂的历史年代为明、清。